# Quint Rosci
Quint Rosci (en llatí Quintus Roscius) va ser el més famós actor còmic romà, nadiu de Solonium un vicus romà proper a Lavinium. Formava part de la gens Ròscia, una antiga gens romana d'origen plebeu.
Molt aviat va destacar com a actor i va obtenir el favor de molts nobles romans entre els quals el dictador Sul·la que li va donar el rang eqüestre. Va ser també amic de Ciceró que sempre el va elogiar. Una germana de Quint Rosci estava casada amb Quincti, al que Ciceró va defensar. Es conserva el discurs, Pro Quinctio. Les seves actuacions les preparava amb extraordinària cura fins i tot quan estava al cim de la seva fama, però aquest estudi no va portar-lo a actuar amb afectació, sinó que reflectia exactament el caràcter del personatge que interpretava. Els romans van considerar que havia arribat a la perfecció i el seu nom va esdevenir sinònim de qui era perfecte en cada ofici. Macrobi diu que en la seva joventut Ciceró havia rebut ensenyances de Rosci, i que de vegades competien per veure quin dels dos s'expressava més clarament, si Ciceró amb l'oratòria o Rosci amb el mim. Aquests exercicis van ser prou eficaços perquè Quint Rosci s'animés a escriure una obra sobre l'art de la interpretació, comparant-la amb l'eloqüència.
Va fer una gran fortuna amb la seva feina i Macrobi diu que guanyava mil denaris al dia, i Plini diu que els seus beneficis van ser cinquanta milions de sestercis. Va morir l'any 62 aC, ja que Ciceró aquell any, en el discurs Defensa d'Àrquias parla de la seva mort com un fet molt recent.